# Nagia subalbida
Nagia subalbida là một loài bướm đêm trong họ Noctuidae.